# Газовий режим
Га́зовий режи́м (рос.газовый режим, англ. gas conditions, нім. Gasexpansionstrieb m) — сукупність вимог до шахт, які розробляють вугільні пласти, небезпечні щодо газу, раптових викидів і суфлярних виділень, до рудників та кар'єрів, розрізів, в яких мають місце виділення вибухонебезпечних або токсичних газів та родовищ природного газу.

## Газовий режим родовищ природних газів
Газовий режим родовищ природних газів (рос.газовый режим месторождений природных газов; англ. gas conditions for exploitation of the natural gas deposits; нім. Gasexpansionstrieb m, Gastriebregime n der Erdgasfelder n pl) — режим, при якому приплив газу до вибоїв видобувних свердловин зумовлений потенціальною енергією тиску самого газу в продуктивному пласті. Г.р. газового покладу характеризується постійністю газонасиченого об'єму його порового простору. Г.р. газоконденсатного покладу пов'язаний з деяким зменшенням початкового газонасиченого об'єму (в результаті випадання конденсату після зниження тиску в пласті). Г.р. в газогідратних покладах характеризується збільшенням початкового газонасиченого об'єму порового простору внаслідок розкладання в пласті кристалогідратів. При Г. досягається найбільший коефіцієнт газовилучення: для теригенних колекторів 0,93; карбонатних 0,9 (дані, середньозважені по запасах).

## Газовий режим шахти
Газовий режим шахти — комплекс заходів, що проводяться на шахтах, небезпечних за газом (метаном, воднем, сірководнем), раптовими викидами і суфлярними виділеннями з метою попередження вибуху газу.
В Україні якщо на шахті хоча б в одній виробці виявлена присутність згаданих вище газів, то її відносять до небезпечних за газом т. зв. газових. Шахти, в яких виділяються рідкі або газоподібні вуглеводні (етан, бутан і інш.), відносять до небезпечних за нафтогазопроявами. Категорія шахти за газом встановлюється за найбільшим відносним газовмістом шахти, горизонту, пласта, крила, дільниці і виду виділення газу. В Україні за газовим фактором встановлено 5 категорій вугільних шахт і 4 — рудних